# Paradise (Anohni)
Paradise è un EP di Anohni, cantante britannica già nota come voce del gruppo Antony and the Johnsons. Il disco è uscito nel marzo 2017.

## Tracce
1. In My Dreams – 3:01 (Anohni, Oneohtrix Point Never)
2. Paradise – 4:28 (Anohni, Oneohtrix Point Never, Hudson Mohawke)
3. Jesus Will Kill You – 3:27 (Anohni, Hudson Mohawke)
4. You Are My Enemy – 2:38 (Anohni, Oneohtrix Point Never)
5. Ricochet – 3:59 (Anohni, Hudson Mohawke)
6. She Doesn't Mourn Her Loss – 5:10 (Anohni, Oneohtrix Point Never)
7. I Never Stopped Loving You – 6:27 (Anohni, Oneohtrix Point Never)

## Classifiche
| Classifica (2017) | Posizione massima |
| ----------------- | ----------------- |
| Stati Uniti       | 24                |